# Lokoua Taufahema
Lokoua Taufahema (sinh ngày 4 tháng 8 năm 1969) ở Tonga. Anh chơi ở vị trí tiền vệ cho đội Lotoha'apai United ở giải Tonga Major League. Anh cũng đá cho đội tuyển quốc gia tại Vòng sơ loại World Cup 2014 khu vực Châu Đại Dương.

## Liên kết khác
- Lokoua Taufahema tại National-Football-Teams.com